# Rezerwat przyrody Wyspy na Jeziorze Bytyńskim
Rezerwat przyrody Wyspy na Jeziorze Bytyńskim – zlikwidowany faunistyczny rezerwat przyrody położony w gminie Kaźmierz, powiecie szamotulskim (województwo wielkopolskie).
Został utworzony w 1980 roku w celu ochrony miejsc lęgowych ptaków wodnych i błotnych oraz zbiorowisk rzadkich gatunków roślin. Zajmował powierzchnię 30,84 ha i obejmował obszar sześciu wysp wraz z otaczającym je pasem szuwarów, położonych na Jeziorze Bytyńskim.
Został zlikwidowany na mocy zarządzenia Regionalnego Dyrektora Ochrony Środowiska w Poznaniu z dnia 25 sierpnia 2015. Powodem likwidacji rezerwatu była bezpowrotna utrata wartości przyrodniczych, dla ochrony których rezerwat został powołany.

## Podstawa prawna
- Zarządzenie Ministra Leśnictwa i Przemysłu Drzewnego z dnia 11 sierpnia 1980 r. w sprawie uznania za rezerwat przyrody (M.P. z 1980 r. nr 19, poz. 94)
- Obwieszczenie Wojewody Wielkopolskiego z dn. 4.10.2001 r. w sprawie ogłoszenia wykazu rezerwatów przyrody utworzonych do dn. 31.12.1998 r.
- Zarządzenie Regionalnego Dyrektora Ochrony Środowiska w Poznaniu z dnia 25 sierpnia 2015 r. w sprawie zlikwidowania rezerwatu przyrody „Wyspy na Jeziorze Bytyńskim”